# Ana Razdorov
Ana Razdorov-Lyø (Belgrado, 15 juli 1973) is een Nederlandse voormalig handbalspeler met een Servische achtergrond. Ze verliet midden jaren 90 haar thuisland Joegoslavië waar ze begon bij ŽRK Radnički Belgrado. Via Hongarije waar ze in 1995 in Boedapest ging spelen, kwam ze in 1997 in de kop van Noord-Holland. Ze speelde in die periode voor 3 clubs: SWE, Swift en VOC. Ze werd de eerste buitenlandse speelster die tot Nederlandse werd genaturaliseerd om daarmee de weg vrij te maken in het Oranje-project “Meiden met een Missie’. In 1999 verkreeg ze een Nederlands paspoort.
Ze speelde voor zowel het Nederlands als het Joegoslavisch team. Tot 1992 kwam Razdorov 10 keer uit voor Joegoslavië. Ze speelde tussen 1999 en 2001 in totaal 63 wedstrijden voor Nederland. Onder de clubs waar ze voor heeft gespeeld zijn de Deense clubs Odense hf, GOG, Kolding IF, SK Århus en Slagelse FH . In 2010 werd ze damescoach in SUS-Ullerslev. Ze is momenteel assistent-coach voor Team Esbjerg.